# Wilhelm Menzel
Wilhelm Menzel, Pseudonym: Menzel-Willem, (* 8. Januar 1898 in Obersteinkirch, Landkreis Lauban, Schlesien; † 23. Januar 1980 in Dortmund) war ein deutscher Volkskundler und Philologe, ein Sammler und Herausgeber schlesischer Texte.

## Leben
Nach dem Besuch des Lehrerseminars war Wilhelm Menzel von 1919 bis 1926 als Volksschullehrer tätig. Er studierte anschließend an den Universitäten Leipzig und Breslau Philosophie, Germanistik, Geschichte und  Volkskunde und schloss das Studium 1933 mit dem Staatsexamen ab. 1934 schloss er die Ehe mit Klara Heuer, aus der später fünf Kinder hervorgingen. Im selben Jahr begann Wilhelm Menzel an der Hochschule für Lehrerbildung in Hirschberg im Riesengebirge eine Lehrtätigkeit.
1938 wurde Menzel an der Universität Breslau mit einer Arbeit zum Thema Mutter und Kind im schlesischen Volksglauben und Brauch zum Dr. phil. promoviert. Die erste Publikation Menzels erfolgte während der Zeit des Dritten Reichs – die gesellige Liedersammlung Fröhliche Abendrunde (1938), die „für den Gebrauch in den NS-Verbänden, im Heim, Schule und Haus“ gedacht war.
Nach der Vertreibung aus Niederschlesien setzte er ab 1947 seine Lehrtätigkeit an der Pädagogischen Akademie Dortmund fortsetzte. 1954 wurde er dort zum Professor ernannt.
Ab 1948 beginnen dann seine zahlreichen Herausgaben schlesischer Heimattexte, u. a. des niederschlesischen Heimatdichters Ernst Schenke. Meist geschah dies in Anthologien, bisweilen gab er allerdings auch schlesische Dichter, wie zum hundertsten Geburtstag von Hermann Stehr, in Einzelausgaben neu heraus.
Auf wissenschaftlichem Gebiet legte Wilhelm Menzel hervorragende Werke zur Philologie, Literatur und Volkskunde Schlesiens vor. Er breitete, und das nicht nur vor Schlesiern, so etwas wie das „Schlesische Himmelreich“ aus, das ein Universum für sich ist.
Am 15. April 1970 erhielt er das Verdienstkreuz 1. Klasse der Bundesrepublik Deutschland.
1978 erhielt er den Schlesierschild der Landsmannschaft Schlesien.

## Veröffentlichungen
- Mutter und Kind im schlesischen Volksglauben und Brauch. Märtin, Breslau 1938 (= Dissertation).
- als Hrsg.: Singt ock awing. Lieder aus Schlesien (für ein- bis vierstimmigen Chor). 14 Folgen 1948–53, Bärenreiter-Ausgabe 801–814, als Sammelband 1956, Bärenreiter 800.
- Holtei-Buch. 1950.
- Joseph von Eichendorff. 1957.
- Carl Hauptmann. 1958.
- Gerhart Hauptmann. 1962.
- Paul Keller. 1961.
- A Packsla schiene schläs’sche Sacha. 1950.
- Hausbacken Brut. 1963.
- Schlesischer Guckkasten und Ostdeutsche Weihnachten. 1964.
- Schlesische Originale. 1968.
- Mundart und Mundartdichtung in Schlesien. Delp, München 1972, ISBN 3-7689-0094-0.
- als Hrsg.: Theodor Blätterbauer, Rudolf Drescher Die Reise ins Schlesierland. Einkehr, Heimkehr – ohne Pass, ohne Visum. Bergstadtverlag Korn, München 1977, ISBN 3-87057-065-2.
- als Hrsg.: Clara Schlaffhorst, Hedwig Andersen: Atmung und Stimme. Möseler, Wolfenbüttel 1996, ISBN 3-7877-3519-4 (Neuauflage).